# Simon Maurberger
Simon Maurberger (* 20. Februar 1995 in St. Peter, Ahrntal) ist ein italienischer Skirennläufer. Der Südtiroler ist auf die Disziplinen Riesenslalom und Slalom spezialisiert.

## Biografie
Im Alter von 15 Jahren nahm Maurberger ab Dezember 2010 an FIS-Rennen und Juniorenrennen teil. Er fuhr zunächst in allen Disziplinen, begann sich aber bald auf Slaloms und Riesenslaloms zu spezialisieren. Die ersten Einsätze im Europacup hatte er im Dezember 2013, einen Monat später feierte er den ersten Sieg in einem FIS-Rennen. Sein Weltcup-Debüt hatte Maurberger am 26. Oktober 2014 im Riesenslalom von Sölden, wo er den 59. Platz belegte. Im weiteren Verlauf des Winters 2014/15 etablierte er sich mit mehreren Top-10-Platzierungen im Europacup, außerdem wurde er im Februar 2015 italienischer Riesenslalom-Juniorenmeister.
Am 12. Dezember 2015 errang Maurberger im Riesenslalom von Val-d’Isère den 21. Platz und holte damit die ersten Weltcuppunkte. Am 13. Januar 2016 gelang ihm in Folgaria in derselben Disziplin der erste Sieg in einem Europacuprennen, zwei Wochen später folgte ein zweiter Platz. Hingegen blieb er bei fünf weiteren Weltcupeinsätzen ohne Punktgewinn. Nach einem verhaltenen Beginn der Saison 2016/17 erzielte Maurberger am 29. Januar 2017 den 15. Platz im Riesenslalom von Garmisch-Partenkirchen und war damit im Weltcup so gut platziert wie nie zuvor. Im Winter 2017/18 gelangen ihm zwei Europacup-Podestplätze (davon ein Sieg), hingegen blieb er bei sechs Weltcupeinsätzen ohne einen einzigen Punkt.
Stark verbesserte Leistungen zeigte Maurberger in der Saison 2018/19, besonders bei Slalomrennen. Fünfmal holte er Weltcuppunkte, während ihm im Europacup drei Siege gelangen. Bei den Weltmeisterschaften 2019 in Åre gewann er überraschend die Bronzemedaille im Mannschaftswettbewerb. Im Europacup entschied er die Gesamtwertung für sich.

## Erfolge

### Weltmeisterschaften
- St. Moritz 2017: 24. Riesenslalom
- Åre 2019: 3. Mannschaftswettbewerb, 23. Riesenslalom

### Weltcup
- 5 Platzierungen unter den besten zehn

### Weltcupwertungen
| Saison  | Gesamt | Gesamt | Riesenslalom | Riesenslalom | Slalom | Slalom | Parallel | Parallel |
| Saison  | Platz  | Punkte | Platz        | Punkte       | Platz  | Punkte | Platz    | Punkte   |
| ------- | ------ | ------ | ------------ | ------------ | ------ | ------ | -------- | -------- |
| 2015/16 | 138.   | 10     | 52.          | 10           | –      | –      | –        | –        |
| 2016/17 | 122.   | 16     | 44.          | 16           | –      | –      | –        | –        |
| 2018/19 | 98.    | 50     | 43.          | 16           | 39.    | 34     | –        | –        |
| 2019/20 | 44.    | 165    | 36.          | 16           | 19.    | 115    | 15.      | 34       |
| 2020/21 | 94.    | 46     | –            | –            | 33.    | 46     | –        | –        |
| 2021/22 | 73.    | 96     | 31.          | 29           | 31.    | 62     | 26.      | 5        |
| 2022/23 | 98.    | 48     | 39.          | 25           | 42.    | 23     | –        | –        |

### Europacup
- Saison 2015/16: 5. Riesenslalomwertung
- Saison 2016/17: 9. Riesenslalomwertung
- Saison 2017/18: 7. Gesamtwertung, 5. Riesenslalomwertung
- Saison 2018/19: 1. Gesamtwertung, 2. Kombinationswertung, 4. Slalomwertung, 8. Riesenslalomwertung
- 10 Podestplätze, davon 6 Siege:

| Datum            | Ort         | Land       | Disziplin    |
| ---------------- | ----------- | ---------- | ------------ |
| 13. Januar 2016  | Folgaria    | Italien    | Riesenslalom |
| 25. Januar 2018  | Chamonix    | Frankreich | Riesenslalom |
| 4. Dezember 2018 | Funäsdalen  | Schweden   | Riesenslalom |
| 6. Januar 2019   | Val-Cenis   | Frankreich | Slalom       |
| 7. Januar 2019   | Val-Cenis   | Frankreich | Slalom       |
| 16. März 2019    | Sella Nevea | Italien    | Kombination  |

### Juniorenweltmeisterschaften
- Jasná 2014: 20. Slalom, 25. Riesenslalom
- Hafjell 2015: 6. Riesenslalom, 10. Slalom
- Sotschi 2016: 8. Slalom

### Weitere Erfolge
- 1 italienischer Juniorenmeistertitel (Riesenslalom 2015)
- 1 Sieg im South American Cup
- 7 Siege in FIS-Rennen